# The Craft (album de Blackalicious)
Albums de Blackalicious
Blazing Arrow
(2002)
The Craft est le troisième album studio de Blackalicious, sorti le 27 septembre 2005.
L'album s'est classé 5e au Top Independent Albums, 79e au Top R&B/Hip-Hop Albums et 102e au Billboard 200.

## Liste des titres
| No  | Titre | Contient un (des) sample(s) de                                       | Durée |
| --- | --- | -------------------------------------------------------------------- | ----- |
| 1.  | World of Vibrations (featuring Ledisi, Joy King et KWEEN)                                                  | It Be's That Way Sometimes de Joe Simon                              | 5:02  |
| 2.  | Supreme People                                                                                             |                                                                      | 4:03  |
| 3.  | Rhythm Sticks / Interlude 1 (featuring Robert Collins, Nyra Dynyese, Brad Kobylczak, KWEEN et Noa Schnall) | You Got the Love de Rufus & Chaka Khan Slow and Low des Beastie Boys | 4:36  |
| 4.  | Powers (featuring Ledisi et KWEEN)                                                                         |                                                                      | 3:47  |
| 5.  | Your Move (featuring Lifesavas)                                                                            |                                                                      | 3:55  |
| 6.  | Lotus Flower (featuring George Clinton, Joy King et KWEEN)                                                 |                                                                      | 4:12  |
| 7.  | My Pen and Pad                                                                                             |                                                                      | 2:02  |
| 8.  | Side to Side / Interlude 2 (featuring Lateef the Truthspeaker, Pigeon John et Natalie Stewart)             |                                                                      | 4:36  |
| 9.  | Automatique (featuring Floetry)                                                                            |                                                                      | 4:07  |
| 10. | The Fall and Rise of Elliot Brown / Interlude 3 (featuring Syble Scovell)                                  | Prélude op. 3 no 2 en Ut dièse mineur de Sergueï Rachmaninov         | 3:55  |
| 11. | Black Diamonds and Pearls (featuring Ledisi et Larry Saunders)                                             | If I Ruled the World (Imagine That) de Nas featuring Lauryn Hill     | 4:22  |
| 12. | Give It to You (featuring KWEEN et Lyrics Born)                                                            |                                                                      | 3:51  |
| 13. | Ego Sonic War Drums / Interlude 4 (featuring P.E.A.C.E. et Larry Saunders)                                 |                                                                      | 5:57  |
| 14. | The Craft                                                                                                  |                                                                      | 3:46  |